# Nati nel 1984/Luglio
| Questa pagina contiene informazioni ricavate automaticamente dalle voci biografiche con l'ausilio del template Bio e di un bot. L'aggiornamento è periodico e automatico e ricostruisce completamente la pagina. Se manca una persona in questa lista, sei pregato di non aggiungerla, ma accertati piuttosto che la sua voce biografica contenga il template Bio e che i dati anagrafici siano correttamente compilati. Se il template Bio manca, inseriscilo tu stesso o, in alternativa, metti l'avviso {{tmp\|Bio}} che ne segnala la mancanza. Se i dati riportati sono sbagliati, correggi direttamente la voce biografica; le modifiche saranno visibili in questa lista entro pochi giorni. Per chiarimenti vedi il progetto biografie. La lista contiene solo le 455 persone che sono citate nell'enciclopedia e per le quali è stato implementato correttamente il template Bio. Pagina aggiornata al 18 ago 2025. |

- 1º luglio - Chaouki Ben Saada, ex calciatore francese
- 1º luglio - Grégory Bourillon, ex calciatore francese
- 1º luglio - Morgane Dubled, modella francese
- 1º luglio - Naruepol Fairtex, thaiboxer thailandese
- 1º luglio - Franco Ferreiro, ex tennista brasiliano
- 1º luglio - Andrew Hein, pallavolista statunitense
- 1º luglio - Weera Koedpudsa, calciatore thailandese
- 1º luglio - Anthony Maestranzi, ex cestista e allenatore di pallacanestro statunitense
- 1º luglio - Steffen Nystrøm, calciatore norvegese
- 1º luglio - Paulina Pawlak, ex cestista polacca
- 1º luglio - Morris Possoni, ex ciclista su strada italiano
- 1º luglio - Cidimar, ex calciatore brasiliano
- 1º luglio - Miķelis Rēdlihs, hockeista su ghiaccio lettone
- 1º luglio - Donald Thomas, altista bahamense
- 1º luglio - Bracey Wright, ex cestista e allenatore di pallacanestro statunitense
- 1º luglio - Toontje van Lankvelt, ex pallavolista canadese
- 2 luglio - Rosimar Amancio, calciatore brasiliano
- 2 luglio - Sandrine Brétigny, calciatrice francese
- 2 luglio - Eugent Bushpepa, cantante e compositore albanese
- 2 luglio - Jordi Carchano, pilota motociclistico spagnolo
- 2 luglio - Vanessa Lee Chester, attrice statunitense
- 2 luglio - Bireme Diouf, ex calciatore ivoriano
- 2 luglio - Dorin Goga, calciatore rumeno
- 2 luglio - Oleksandr Kamyšin, dirigente d'azienda e politico ucraino
- 2 luglio - Martin Klein, ex calciatore ceco
- 2 luglio - Valerij Korobkin, ex calciatore russo
- 2 luglio - Andrėj Kunicki, ex ciclista su strada bielorusso
- 2 luglio - Maarten Martens, allenatore di calcio e ex calciatore belga
- 2 luglio - Paolo Romano, politico italiano
- 2 luglio - Elise Stefanik, politica statunitense
- 2 luglio - Johnny Weir, ex pattinatore artistico su ghiaccio statunitense
- 2 luglio - Zhu Jun, schermidore cinese
- 3 luglio - Michael Agazzi, allenatore di calcio e ex calciatore italiano
- 3 luglio - Mathilde Androuët, politica francese
- 3 luglio - Sofia Bleckur, ex fondista svedese
- 3 luglio - Francesca Cipriani, personaggio televisivo italiano
- 3 luglio - Stacey Cook, ex sciatrice alpina statunitense
- 3 luglio - Ljubko Dereš, scrittore ucraino
- 3 luglio - Kelly Divine, ex attrice pornografica statunitense
- 3 luglio - Kristina Gadschiew, astista tedesca
- 3 luglio - Tamás Gruborovics, ex calciatore ungherese
- 3 luglio - Satomi Hanamura, attrice, doppiatrice e cantante giapponese
- 3 luglio - Halimat Ismaila, velocista nigeriana
- 3 luglio - Andreea Isărescu, ex ginnasta rumena
- 3 luglio - Thrizen Leader, calciatore nevisiano
- 3 luglio - Leyla İlham qızı Əliyeva, giornalista azera
- 3 luglio - Sofía Maccari, hockeista su prato argentina
- 3 luglio - Churandy Martina, velocista olandese
- 3 luglio - Jonathan Reyes, attore francese
- 3 luglio - Nicolas Roche, ex ciclista su strada irlandese
- 3 luglio - Corey Sevier, attore canadese
- 3 luglio - Mariana Valadão, cantante brasiliana
- 3 luglio - Fernando Vega, ex calciatore spagnolo
- 4 luglio - Jin Akanishi, cantautore, attore e conduttore radiofonico giapponese
- 4 luglio - Matteo Della Bordella, alpinista e arrampicatore italiano
- 4 luglio - Zaid El Morabiti, allenatore di calcio a 5 e ex giocatore di calcio a 5 olandese
- 4 luglio - Marija Ermačkova, ballerina, personaggio televisivo e coreografa russa
- 4 luglio - João Gabriel da Silva, ex calciatore brasiliano
- 4 luglio - Kevin Harmse, ex calciatore sudafricano
- 4 luglio - Levon Kendall, ex cestista canadese
- 4 luglio - Lee Je-hoon, attore sudcoreano
- 4 luglio - Amine Ltaïef, ex calciatore tunisino
- 4 luglio - Damián Quintero, karateka spagnolo
- 4 luglio - Andrij Semenov, pesista e discobolo ucraino
- 4 luglio - Stéphane Tolar, pallavolista francese
- 4 luglio - Yū Yamada, attrice e modella giapponese
- 5 luglio - Emma Baratta, schermitrice statunitense
- 5 luglio - Chiara Bazzoni, velocista italiana
- 5 luglio - Francesco Cigardi, ex calciatore italiano
- 5 luglio - Daví Zemuner Trindade, giocatore di calcio a 5 brasiliano
- 5 luglio - Scott Fardy, rugbista a 15 australiano
- 5 luglio - Danay García, attrice cubana
- 5 luglio - Quentin Groves, giocatore di football americano statunitense († 2016)
- 5 luglio - Paul Keegan, ex calciatore irlandese
- 5 luglio - Yeon Woo-jin, attore sudcoreano
- 5 luglio - Ian McCall, artista marziale misto statunitense
- 5 luglio - Chris Nurse, ex calciatore guyanese
- 5 luglio - Luca Palazzi, arciere italiano
- 5 luglio - Hossein Rajabian, regista, scrittore e fotografo iraniano
- 5 luglio - Sergio de Randamie, ex cestista surinamese
- 5 luglio - Krzysztof Szubarga, ex cestista polacco
- 5 luglio - Marion Thees, ex skeletonista tedesca
- 5 luglio - Alejandro Vásquez, ex calciatore cileno
- 6 luglio - Ahmed Abdel-Sattar, calciatore giordano
- 6 luglio - Lauren Harris, cantante inglese
- 6 luglio - Takumi Ishizaki, ex cestista giapponese
- 6 luglio - Hrachik Javakhyan, pugile armeno
- 6 luglio - Sebastian Kienle, triatleta tedesco
- 6 luglio - Amber Liu, ex tennista statunitense
- 6 luglio - Gonzalo Maulella, calciatore uruguaiano
- 6 luglio - Shenay Perry, ex tennista statunitense
- 6 luglio - Jone Samuelsen, calciatore norvegese
- 6 luglio - David Taro, calciatore salomonese
- 6 luglio - D. Woods, cantante, ballerina e attrice statunitense
- 6 luglio - Martina Zacke, schermitrice tedesca
- 6 luglio - Zhang Hao, ex pattinatore artistico su ghiaccio cinese
- 7 luglio - Alberto Aquilani, allenatore di calcio e ex calciatore italiano
- 7 luglio - Mohammad Baker Younes, ex calciatore libanese
- 7 luglio - Eric Dawson, ex cestista statunitense
- 7 luglio - Rickey Gibson, ex cestista statunitense
- 7 luglio - Natsuki Harada, attrice giapponese
- 7 luglio - Oleksij Hončaruk, politico ucraino
- 7 luglio - Chris Hunter, ex cestista statunitense
- 7 luglio - Birjan Jaqıpov, pugile kazako
- 7 luglio - Saša Kajkut, ex calciatore bosniaco
- 7 luglio - Sony Dwi Kuncoro, giocatore di badminton indonesiano
- 7 luglio - Ross Malinger, attore statunitense
- 7 luglio - Martín Mantovani, ex calciatore argentino
- 7 luglio - Marie-Mai, cantante canadese
- 7 luglio - Alessandro Micalizzi, militare italiano
- 7 luglio - Mu Shuangshuang, sollevatrice cinese
- 7 luglio - Kōji Nishimura, ex calciatore giapponese
- 7 luglio - Wang Bingyu, giocatrice di curling cinese
- 7 luglio - Bruno Moraes, ex calciatore brasiliano
- 8 luglio - Mariem Alaoui Selsouli, ex mezzofondista marocchina
- 8 luglio - Alexis Dziena, attrice statunitense
- 8 luglio - Juan Ignacio González, ex calciatore messicano
- 8 luglio - Jurij Hladyr, pallavolista ucraino
- 8 luglio - Hwang Ji-man, giocatore di badminton sudcoreano
- 8 luglio - Hamada Nampiandraza, arbitro di calcio malgascio
- 8 luglio - Daniella Sarahyba, modella brasiliana
- 8 luglio - Kheireddine Zarabi, ex calciatore algerino
- 9 luglio - Stevens Barclais, taekwondoka francese
- 9 luglio - Chris Campoli, hockeista su ghiaccio canadese
- 9 luglio - Alexandra Croak, ginnasta e tuffatrice australiana
- 9 luglio - Gianni Fabiano, allenatore di calcio e ex calciatore italiano
- 9 luglio - Olusoji Fasuba, velocista nigeriano
- 9 luglio - Marcel Felder, ex tennista uruguaiano
- 9 luglio - Tim Hagamen, schermidore statunitense
- 9 luglio - Hanna R. Hall, attrice statunitense
- 9 luglio - Blaže Ilijoski, ex calciatore macedone
- 9 luglio - Julius James, ex calciatore trinidadiano
- 9 luglio - Liam Rosenior, allenatore di calcio e ex calciatore britannico
- 9 luglio - Vanessa Selbst, giocatrice di poker statunitense
- 9 luglio - L.A. Tenorio, allenatore di pallacanestro e ex cestista filippino
- 9 luglio - Jesús Urbina, ex cestista venezuelano
- 10 luglio - Louis Aniweta, ex calciatore ruandese
- 10 luglio - Bram Appelo, pilota motociclistico olandese
- 10 luglio - Aviva Baumann, attrice statunitense
- 10 luglio - Roberto Fronza, ex calciatore brasiliano
- 10 luglio - Mickaël Chrétien, ex calciatore francese
- 10 luglio - Clayton Daniels, calciatore sudafricano
- 10 luglio - Adris de León, cestista dominicano
- 10 luglio - Sara Durantini, scrittrice italiana
- 10 luglio - Dominique Fils-Aimé, cantautrice canadese
- 10 luglio - Fernando Giménez, calciatore paraguaiano
- 10 luglio - Mark González, ex calciatore cileno
- 10 luglio - Axel Jacobsen, pallavolista argentino
- 10 luglio - Carlos Johnson, ex calciatore costaricano
- 10 luglio - María Julia Mantilla, modella e sportiva peruviana
- 10 luglio - Nikolaos Mītrou, calciatore greco
- 10 luglio - Eduardo Bolsonaro, avvocato e politico brasiliano
- 10 luglio - Lawrence Olum, allenatore di calcio e ex calciatore keniota
- 10 luglio - Laurent Recouderc, ex tennista francese
- 10 luglio - Zine el-Abidine Souissi, ex calciatore tunisino
- 10 luglio - Michael Stevenson, ex ciclista svedese
- 10 luglio - Kei Tanaka, attore giapponese
- 10 luglio - Sebastian Vollmer, giocatore di football americano tedesco
- 11 luglio - Tanith Belbin, danzatrice su ghiaccio statunitense
- 11 luglio - Costin Curelea, allenatore di calcio e ex calciatore rumeno
- 11 luglio - Francesco Fourneau, arbitro di calcio italiano
- 11 luglio - Naoko Hashimoto, pallavolista giapponese
- 11 luglio - Rob Heaps, attore britannico
- 11 luglio - Hitomi Hyuga, attrice giapponese
- 11 luglio - Jacoby Jones, giocatore di football americano statunitense († 2024)
- 11 luglio - Martin Lanig, ex calciatore tedesco
- 11 luglio - Marie Lu, scrittrice cinese
- 11 luglio - Jacob Micflikier, hockeista su ghiaccio canadese
- 11 luglio - Joe Pavelski, hockeista su ghiaccio statunitense
- 11 luglio - Sébastien Renouard, ex calciatore francese
- 11 luglio - Ben Spies, pilota motociclistico statunitense
- 11 luglio - Morné Steyn, rugbista a 15 sudafricano
- 11 luglio - Serinda Swan, attrice e modella canadese
- 11 luglio - Rachael Taylor, attrice e ex modella australiana
- 12 luglio - Alberto Aguilar, allenatore di calcio e ex calciatore spagnolo
- 12 luglio - Andre Begemann, tennista tedesco
- 12 luglio - Mathieu Duhamel, calciatore francese
- 12 luglio - Marialuisa Faro, politica italiana
- 12 luglio - Gareth Gates, cantante britannico
- 12 luglio - Amanda Hocking, scrittrice statunitense
- 12 luglio - Mikaela Hoover, attrice statunitense
- 12 luglio - Natalie Martinez, attrice e modella statunitense
- 12 luglio - Michael McGovern, ex calciatore nordirlandese
- 12 luglio - Vittorio Montalti, musicista e compositore italiano
- 12 luglio - Ryan Pettinella, ex cestista statunitense
- 12 luglio - Antywane Robinson, ex cestista statunitense
- 12 luglio - Saša Filipenko, scrittore, giornalista e conduttore televisivo bielorusso
- 12 luglio - Yūki Takahashi, pilota motociclistico giapponese
- 12 luglio - Birsel Vardarlı, ex cestista turca
- 12 luglio - Sami Zayn, wrestler canadese
- 13 luglio - Nadjim Abdou, ex calciatore francese
- 13 luglio - Rustam Assakalov, lottatore russo
- 13 luglio - Mario Cerciello Rega, militare italiano († 2019)
- 13 luglio - Chris Deluzio, politico statunitense
- 13 luglio - Megan Duffy, ex cestista e allenatrice di pallacanestro statunitense
- 13 luglio - Mate Eterović, ex calciatore croato
- 13 luglio - Ayumi Kurihara, wrestler giapponese
- 13 luglio - David Amadou M'Bodji, ex calciatore senegalese
- 13 luglio - Ida Maria, cantante norvegese
- 13 luglio - Pio Marmaï, attore francese
- 13 luglio - Billy Paynter, ex calciatore inglese
- 13 luglio - Pierre Pujol, pallavolista francese
- 13 luglio - Carmelo Valencia, ex calciatore colombiano
- 14 luglio - Sveva Alviti, attrice e modella italiana
- 14 luglio - Renaldo Balkman, cestista statunitense
- 14 luglio - Alice Bastos Neves, giornalista brasiliana
- 14 luglio - Jeremy Burge, designer e animatore australiano
- 14 luglio - Lenka Dlhopolcová, ex tennista slovacca
- 14 luglio - Mounir El Hamdaoui, dirigente sportivo, procuratore sportivo e ex calciatore marocchino
- 14 luglio - Mamuka Gorgodze, ex rugbista a 15 georgiano
- 14 luglio - Samir Handanovič, ex calciatore sloveno
- 14 luglio - Pavlos Kagialīs, velista greco
- 14 luglio - Jordan Kent, ex giocatore di football americano statunitense
- 14 luglio - Risa Kume, modella giapponese
- 14 luglio - Otar Martsvaladze, ex calciatore georgiano
- 14 luglio - Nilmar, ex calciatore brasiliano
- 14 luglio - Alex Ross Perry, regista, sceneggiatore e attore statunitense
- 14 luglio - Roberto Tobe, allenatore di calcio a 5 e ex giocatore di calcio a 5 spagnolo
- 14 luglio - Melvin Valladares, ex calciatore honduregno
- 14 luglio - Emily Webley-Smith, tennista britannica
- 14 luglio - Xu Yanwei, ex nuotatrice cinese
- 15 luglio - Édgar Barreto, ex calciatore paraguaiano
- 15 luglio - Nikolaj Chrenkov, bobbista russo († 2014)
- 15 luglio - Dominique Coleman, ex cestista statunitense
- 15 luglio - Andrea Cristiano, ex calciatore italiano
- 15 luglio - Michaël Fabre, ex calciatore francese
- 15 luglio - Ayana Tsubaki, personaggio televisivo e modella giapponese
- 15 luglio - David Jandl, ex cestista austriaco
- 15 luglio - Jéferson, ex calciatore brasiliano
- 15 luglio - Živko Milanov, allenatore di calcio e ex calciatore bulgaro
- 15 luglio - Lars Øvrebø, calciatore norvegese
- 15 luglio - Linn Jørum Sulland, pallamanista norvegese
- 15 luglio - Rustam Totrov, lottatore russo
- 15 luglio - Morris Trachsler, hockeista su ghiaccio svizzero
- 15 luglio - Erald Turdiu, ex calciatore albanese
- 15 luglio - Zhu Zhu, attrice e cantante cinese
- 15 luglio - Veronika Zuzulová, ex sciatrice alpina slovacca
- 15 luglio - Fernanda da Silva, pallavolista brasiliana
- 15 luglio - Mackaz, bassista giapponese
- 16 luglio - Badar Al-Maimani, calciatore omanita
- 16 luglio - Thiago Carpini, allenatore di calcio e ex calciatore brasiliano
- 16 luglio - Alessandro Bazzana, ex ciclista su strada italiano
- 16 luglio - Franco Cángele, ex calciatore argentino
- 16 luglio - Wissam El Bekri, ex calciatore tunisino
- 16 luglio - Paolo Gaspardone, pilota motociclistico italiano
- 16 luglio - Giacomo Gurini, cestista italiano
- 16 luglio - Solomon Jones, ex cestista statunitense
- 16 luglio - Peter Magnusson, ex calciatore svedese
- 16 luglio - Schwesta Ewa, rapper polacca
- 16 luglio - Alan Marangoni, ex ciclista su strada e pistard italiano
- 16 luglio - Rory Patterson, calciatore nordirlandese
- 16 luglio - Omonigho Temile, ex calciatore nigeriano
- 16 luglio - Jigyel Ugyen Wangchuck, principe e dirigente sportivo bhutanese
- 17 luglio - Liv Boeree, giocatrice di poker, conduttrice televisiva e modella britannica
- 17 luglio - Antonio Bustamante, ex cestista spagnolo
- 17 luglio - Matteo Cattini, powerlifter italiano
- 17 luglio - Tapuwa Kapini, ex calciatore zimbabwese
- 17 luglio - David Katoatau, sollevatore gilbertese
- 17 luglio - Manoel Morais Amorim, ex calciatore brasiliano
- 17 luglio - Albert Serrán, ex calciatore spagnolo
- 17 luglio - Katie Uhlaender, skeletonista statunitense
- 18 luglio - Amad Al Hosni, ex calciatore omanita
- 18 luglio - Dario Alioto, giocatore di poker italiano
- 18 luglio - Ben Askren, ex artista marziale misto e lottatore statunitense
- 18 luglio - Andreas Bammer, ex calciatore austriaco
- 18 luglio - Lee Barnard, ex calciatore inglese
- 18 luglio - Jairo Campos, ex calciatore ecuadoriano
- 18 luglio - Júlio Coelho, calciatore portoghese
- 18 luglio - Myrtille Gollin, ex pattinatrice di short track francese
- 18 luglio - Jamon Gordon, ex cestista statunitense
- 18 luglio - Ahmed Hadid, ex calciatore omanita
- 18 luglio - Kathrin Hölzl, ex sciatrice alpina tedesca
- 18 luglio - Veli Lampi, ex calciatore finlandese
- 18 luglio - Javier Moreno, ex ciclista su strada spagnolo
- 18 luglio - Irfan Peljto, arbitro di calcio bosniaco
- 18 luglio - Sam Sexton, pugile inglese
- 18 luglio - Shinji Takahira, velocista giapponese
- 18 luglio - Vampeta, ex giocatore di calcio a 5 brasiliano
- 19 luglio - Amir Alvarado, cestista panamense
- 19 luglio - Evelien Callens, ex cestista belga
- 19 luglio - Alessandra De Rossi, attrice, regista e cantante filippina
- 19 luglio - Laurent Didier, ex ciclista su strada lussemburghese
- 19 luglio - Kaitlin Doubleday, attrice statunitense
- 19 luglio - Jason Garey, ex calciatore statunitense
- 19 luglio - Lasse Gjertsen, animatore e youtuber norvegese
- 19 luglio - Emir Hadžić, ex calciatore bosniaco
- 19 luglio - Stanley Ibe, calciatore nigeriano
- 19 luglio - Li Yan, calciatore cinese
- 19 luglio - Andrea Libman, attrice e doppiatrice canadese
- 19 luglio - Neil McCafferty, calciatore irlandese
- 19 luglio - Diana Mocanu, ex nuotatrice rumena
- 19 luglio - Adam Morrison, ex cestista e allenatore di pallacanestro statunitense
- 19 luglio - Carlos Morán, ex calciatore honduregno
- 19 luglio - Lewis Price, allenatore di calcio e ex calciatore gallese
- 19 luglio - Benn Robinson, rugbista a 15 australiano
- 19 luglio - Aleksandr Samedov, ex calciatore russo
- 19 luglio - Kai Tegethoff, politico tedesco
- 20 luglio - Gonzalo Bergessio, ex calciatore argentino
- 20 luglio - Marija Gromova, sincronetta russa
- 20 luglio - Hervé Grull, doppiatore francese
- 20 luglio - James Mackay, attore australiano
- 20 luglio - Marie Martinod, ex sciatrice freestyle francese
- 20 luglio - Daniel Monllor, calciatore argentino
- 20 luglio - Nick Schneiders, ex cestista tedesco
- 20 luglio - Daniel Sesma, ex ciclista su strada spagnolo
- 20 luglio - Troy Smith, giocatore di football americano statunitense
- 20 luglio - Takaaki Tomimatsu, pallavolista giapponese
- 20 luglio - Larsen Touré, ex calciatore francese
- 20 luglio - Yoo Won-chul, ginnasta sudcoreano
- 20 luglio - Jay Youngblood, ex cestista statunitense
- 20 luglio - Márcio José de Oliveira, ex calciatore brasiliano
- 21 luglio - Gonzalo Barriga, ex calciatore cileno
- 21 luglio - Małgorzata Bereza, schermitrice polacca
- 21 luglio - Paul Davis, ex cestista statunitense
- 21 luglio - Sarah Greene, attrice irlandese
- 21 luglio - Julia Littman, ex sciatrice alpina statunitense
- 21 luglio - Martin Lorentzson, calciatore svedese
- 21 luglio - Dave Mastiff, wrestler inglese
- 21 luglio - Filippo Maturi, politico italiano
- 21 luglio - Kass Morgan, scrittrice statunitense
- 21 luglio - Stephen Myler, rugbista a 13 e rugbista a 15 inglese
- 21 luglio - Elisa Perini, ex calciatrice italiana
- 21 luglio - Gaia Ranieri, cantante e conduttrice televisiva italiana
- 21 luglio - Liam Ridgewell, ex calciatore inglese
- 21 luglio - Katy Louise Saunders, attrice britannica
- 21 luglio - Nikolay Storonsky, imprenditore britannico
- 21 luglio - Iris Strubegger, modella austriaca
- 21 luglio - Zoran Šupić, ex calciatore bosniaco
- 21 luglio - Uladzimir Verameenka, ex cestista bielorusso
- 22 luglio - Wilson Alegre, ex calciatore angolano
- 22 luglio - Wilberto Cosme, ex calciatore colombiano
- 22 luglio - Stewart Downing, ex calciatore inglese
- 22 luglio - Kinzie Kenner, ex attrice pornografica statunitense
- 22 luglio - Wolfgang Kieber, ex calciatore liechtensteinese
- 22 luglio - Elin Lanto, cantante pop svedese
- 22 luglio - Kaitinano Mwemweata, velocista, ostacolista e multiplista gilbertese
- 22 luglio - Darvydas Šernas, calciatore lituano
- 22 luglio - Oleh Šturbabin, schermidore ucraino
- 23 luglio - Arnór Atlason, ex pallamanista e allenatore di pallamano islandese
- 23 luglio - Walter Gargano, ex calciatore uruguaiano
- 23 luglio - Rick Glassman, attore e comico statunitense
- 23 luglio - Yann Jouffre, ex calciatore francese
- 23 luglio - Krysta Rodriguez, attrice e cantante statunitense
- 23 luglio - Brandon Roy, ex cestista e allenatore di pallacanestro statunitense
- 23 luglio - Fatjon Sefa, ex calciatore albanese
- 23 luglio - Dillion Sneed, ex cestista e allenatore di pallacanestro statunitense
- 24 luglio - Pegah Ahangarani, attrice iraniana
- 24 luglio - Tala Ashe, attrice iraniana
- 24 luglio - Desmond Bishop, giocatore di football americano statunitense
- 24 luglio - Tagir Chajbulaev, judoka russo
- 24 luglio - Luca D'Addato, pilota motociclistico italiano
- 24 luglio - Clare Foster, attrice britannica
- 24 luglio - Kensuke Fukuda, ex calciatore giapponese
- 24 luglio - Josephine Grima, cestista maltese
- 24 luglio - Vanessa Huppenkothen, modella e conduttrice televisiva messicana
- 24 luglio - Tyler Kyte, attore e cantante canadese
- 24 luglio - Dhani Lennevald, cantante svedese
- 24 luglio - Stefano Masciolini, attore italiano
- 24 luglio - Viktor Nagy, pallanuotista ungherese
- 24 luglio - Valerio Nawatu, calciatore figiano
- 24 luglio - Juha-Matti Ruuskanen, ex saltatore con gli sci finlandese
- 24 luglio - Debby Stam, pallavolista olandese
- 24 luglio - Jaap Stockmann, hockeista su prato olandese
- 24 luglio - Jeff Viggiano, ex cestista statunitense
- 24 luglio - Tigran Ġaramyan, scacchista armeno
- 25 luglio - Taisir Al-Jassim, ex calciatore saudita
- 25 luglio - Zawe Ashton, attrice britannica
- 25 luglio - Vitalij Bigdaš, artista marziale misto russo
- 25 luglio - Javier Culson, ostacolista portoricano
- 25 luglio - Dore Della Lunga, pallavolista italiano
- 25 luglio - Lauriane Gilliéron, attrice, modella e ballerina svizzera
- 25 luglio - Huang Liangcai, schermidore cinese
- 25 luglio - Loukas Maurokefalidīs, cestista greco
- 25 luglio - Lenny Platt, attore statunitense
- 25 luglio - Kevin Regan, ex hockeista su ghiaccio statunitense
- 25 luglio - Michael Røn, calciatore norvegese
- 25 luglio - Lindsay Stalzer, pallavolista statunitense
- 25 luglio - Laura Valenti, modella italiana
- 26 luglio - Gonzalo De Porras, ex calciatore argentino
- 26 luglio - Grace Gealey, attrice statunitense
- 26 luglio - Diego Guastavino, calciatore uruguaiano
- 26 luglio - Kyriakos Iōannou, altista cipriota
- 26 luglio - Jimmy Karz, attore statunitense
- 26 luglio - Benjamin Kayser, ex rugbista a 15 francese
- 26 luglio - Ádám Marosi, pentatleta ungherese
- 26 luglio - Luisa Michulková, ex cestista slovacca
- 26 luglio - Alex Parks, cantautrice britannica
- 26 luglio - Ángel Sanabria, ex calciatore guatemalteco
- 26 luglio - Sabri Sarıoğlu, allenatore di calcio e ex calciatore turco
- 27 luglio - Mariano Barbosa, allenatore di calcio e ex calciatore argentino
- 27 luglio - Antoine Bethea, ex giocatore di football americano statunitense
- 27 luglio - Christian Castillo, ex calciatore salvadoregno
- 27 luglio - Mattia Cocco, hockeista su pista italiano
- 27 luglio - Neil Harbisson, artista e filosofo britannico
- 27 luglio - Ron Lewis, ex cestista statunitense
- 27 luglio - Lü Xiaojun, sollevatore cinese
- 27 luglio - Alvin Mendoza, ex calciatore messicano
- 27 luglio - Jayson Obazuaye, ex cestista statunitense
- 27 luglio - Max Scherzer, giocatore di baseball statunitense
- 27 luglio - Taylor Schilling, attrice statunitense
- 27 luglio - Daniel Straus, artista marziale misto statunitense
- 27 luglio - Kenny Wormald, ballerino e attore statunitense
- 28 luglio - Daniel Alaei, giocatore di poker statunitense
- 28 luglio - Jonathan Bibi, calciatore seychellese
- 28 luglio - Roline Repelaer van Driel, canottiera olandese
- 28 luglio - Ali Krieger, ex calciatrice statunitense
- 28 luglio - Boyd Mwila, ex calciatore zambiano
- 28 luglio - Zach Parise, hockeista su ghiaccio statunitense
- 28 luglio - DeMeco Ryans, allenatore di football americano e ex giocatore di football americano statunitense
- 28 luglio - John David Washington, attore e ex giocatore di football americano statunitense
- 29 luglio - Hanna Bezsonova, ex ginnasta ucraina
- 29 luglio - Chad Billingsley, ex giocatore di baseball statunitense
- 29 luglio - Osman Chávez, ex calciatore honduregno
- 29 luglio - Chu Jinling, ex pallavolista cinese
- 29 luglio - Ma Jianfei, schermidore cinese
- 29 luglio - Oh Beom-seok, ex calciatore sudcoreano
- 29 luglio - Ruddy-Acard Okemba, ex cestista della Repubblica del Congo
- 29 luglio - Alexandru Onica, ex calciatore moldavo
- 29 luglio - Wilson Palacios, ex calciatore honduregno
- 29 luglio - Marina Pérez, modella spagnola
- 29 luglio - Ángel Rosa, ex cestista portoricano
- 29 luglio - Romain Salin, ex calciatore francese
- 29 luglio - Dario Sansalone, attore e doppiatore italiano
- 29 luglio - Kennedy Winston, ex cestista statunitense
- 29 luglio - J. Madison Wright, attrice e insegnante statunitense († 2006)
- 30 luglio - Brahim Abdeslam, terrorista francese († 2015)
- 30 luglio - Robin van Aggele, ex nuotatore olandese
- 30 luglio - Marko Asmer, pilota automobilistico estone
- 30 luglio - Barbara Berlusconi, dirigente d'azienda italiana
- 30 luglio - Anda Eibele, ex cestista lettone
- 30 luglio - Ashley Ellyllon, pianista statunitense
- 30 luglio - Taihei Katō, ex combinatista nordico giapponese
- 30 luglio - Zouhair Laaroubi, calciatore marocchino
- 30 luglio - María León, attrice spagnola
- 30 luglio - Giōrgos Merkīs, ex calciatore cipriota
- 30 luglio - Giulia Ottonello, cantante e attrice teatrale italiana
- 30 luglio - Kevin Pittsnogle, ex cestista statunitense
- 30 luglio - Gina Rodriguez, attrice statunitense
- 30 luglio - Frank Rommel, skeletonista tedesco
- 30 luglio - Michail Sjamënaŭ, lottatore bielorusso
- 30 luglio - Yūki Tabata, fumettista giapponese
- 31 luglio - Joseph Benavidez, artista marziale misto statunitense
- 31 luglio - Felipe Dal Bello, ex calciatore brasiliano
- 31 luglio - Masashi Fujimoto, giocatore di football americano giapponese
- 31 luglio - Uriah Hall, artista marziale misto giamaicano
- 31 luglio - Yuniesky Quezada, scacchista cubano
- 31 luglio - Bogdan Karaičić, allenatore di pallacanestro serbo
- 31 luglio - Megumi Kurihara, ex pallavolista giapponese
- 31 luglio - John Jairo Lozano, ex calciatore colombiano
- 31 luglio - Amine Maghrebi, cestista tunisino
- 31 luglio - Maiko Nasu, ex calciatrice giapponese
- 31 luglio - Martin Nemec, ex pallavolista slovacco
- 31 luglio - Antonio Pisu, attore, regista e sceneggiatore italiano
- 31 luglio - Renée la Bulgara, disc jockey e conduttrice radiofonica bulgara
- 31 luglio - Christopher Semakweri, calciatore zimbabwese